# Logosz (retorika)
Görög eredetű szó, jelentése sokféle lehet: ész, szó, nyelv, beszéd, gondolkodás, bizonyítás, bölcsesség, logika.

## Eredete
Fontos fogalom a klasszikus retorikában, a filozófiában, a pszichológiában és a vallásban. Eredetileg a föld, a jogalap, vélemény, elvárás, szó, beszéd, számla, és az ok jelentéssel bírt. Hérakleitosz (kb Kr. e. 535-475), ókori filozófus nevéhez fűződik a fogalom. A görög filozófiában a logosz jelenti a világészt, mely a világot áthatja, benne rejlik; még fontosabb szerepe van a logosznak azután az új platonizmusban és a keresztény filozófia első századaiban.

## A retorikában való helye
A retorika az ókortól számítható tudomány, jelentése szónoklattan, ékesszólás. Írásos anyagok is származnak ezekből az időkből. Arisztotelész Retorika című műve máig alapja a szónoklattannak. Célja elsősorban a meggyőzés, de e mellett sok más tulajdonsággal is kell bírnia a beszédnek a sikeresség érdekében.
A retorikának a feladatain kívül fontos jellemzője a stilisztikai megformáltság és előadásmód is, aminek fajtái:
Logosz- A logosz a beszéd mondanivalójának tisztaságára törekszik, a logikát veszi alapul és érvekre koncentrál.
Ethosz- Az étoszi beszédben a rétor lenyomata a beszédben, a személyes jellemzők beiktatása a beszédbe.
Pátosz- A pátosz pedig a tárgyra fektetni a hangsúlyt. A tárgy lenyomata.

## Jellemzője
Egy szónoklatra sem lehet igaz, hogy csak az egyik, vagy csak a másik stílus jellemző rá, általában mind a három stílust használja a rétor. Az beszédtől és a rétor személyiségétől is függ, hogy melyik válik dominánssá, melyik érzékelhető nagyobb arányban. Az idealista kommunikációs modell, mely szerint csak a logoszra kell koncentrálni, az étoszt és pátoszt viszont ki kell zárni a szónoklatból, mivel a hitelesség ebből a szempontból veszít értékéből.

## Feladata
A logosz feladata az, hogy a rétor minél világosabban, tisztábban fejezze ki magát, minden sallang nélkül. Nagyon fontos része a retorikának, ugyanis ezáltal lesz egy szónoklat érhető, azonban az étosz és a pátosz nélkül száraz érvek ismertetése lenne. A hatásosság érdekében mind a hármat egyszerre kell alkalmazni, így lesz valaki kitűnő szónok.